# Shockwave Assault
Shockwave Assault (publicado originalmente como Shock Wave en 3DO) es un videojuego de simulación de combate aéreo de ciencia ficción desarrollado por Advanced Technology Group y publicado por Electronic Arts para varias consolas de videojuegos domésticas y PC. El jugador toma el control de un avión de combate futurista para derrotar naves extraterrestres y trípodes.
Shock Wave era un juego incluido para Goldstar 3DO. En 1995 se lanzó una secuela para 3DO y Mac llamada "Shock Wave 2: Beyond the Gate".

## Trama
El juego se desarrolla en 2019. En un ataque sorpresa, los extraterrestres diezman las fuerzas militares de la Tierra. La única esperanza de la humanidad es el portaaviones orbital superviviente UNSF Omaha y su escuadrón de pilotos F-177. Como miembro joven e inexperto del escuadrón, el protagonista tiene la tarea de expulsar a los extraterrestres del planeta.
El personaje del jugador, un novato llamado Teniente J. "Wildcard" Adair, destruye a los alienígenas atacantes en varios lugares alrededor del mundo, rescata a un aliado derribado, recupera suministros de oxígeno para el Omaha y finalmente ataca el cerebro de la nave nodriza alienígena con la ayuda de una IA a bordo llamada ICE. A bordo del Omaha, el Comandante Crane y la Mayor Alaina Stewart interactúan con los pilotos de combate y la tripulación de la nave, más prominentemente el Dr. Lawrence, quien descubre que en realidad están luchando contra naves robóticas que recolectan humanos e incuban huevos, y la verdadera invasión alienígena aún está por venir. Si el caza del jugador es destruido en una misión, el médico cura a Wildcard antes de que Stewart lo envíe nuevamente para volver a intentar la misión. Al agotar todas las vidas de un jugador, Wildcard flatlines.
La expansión "Operación Jumpgate" está ambientada en 2026. Stewart ha asumido el mando del Omaha en una expedición a través del sistema solar de la Tierra luchando contra alienígenas en Marte, las lunas de Júpiter y Saturno, y un asteroide que conduce al [[jumpgate] alienígena]. Wildcard, Stewart e ICE son los únicos personajes que regresan, aparte de algunas imágenes reutilizadas. Al concluir la misión final, Stewart se impacienta esperando que un equipo científico llegue al jumpgate e intenta destruirlo, lo que hace que el Omaha, muy dañado, se desplace hacia el jumpgate y desaparezca.

## Jugabilidad
La mayor parte de Shockwave Assault se desarrolla en la cabina de un caza ficticio F-177, que se parece al Lockheed F-117 Nighthawk pero es capaz de volar al espacio. El caza está armado con un láser de fuego rápido que consume energía y una cantidad limitada de misiles teledirigidos. La nave se nivela automáticamente cuando deja de girar. Los propulsores consumen combustible, pero le dan a la nave un impulso útil de velocidad. El escudo se agota cuando la nave choca contra cosas o es alcanzada por fuego enemigo. Cada uno de estos recursos se puede reponer volando bajo los drones de reabastecimiento que se encuentran en ubicaciones fijas en cada misión. La nave se cierne automáticamente sobre el terreno, por lo que es imposible que se estrelle.
El jugador debe luchar a través de 15 misiones (10 in the 3DO version), Cada uno de ellos tiene un jefe al final. Los niveles se desarrollan en distintos lugares de la Tierra y el terreno está modelado de forma adecuada (Egipto tiene terreno desértico, Perú tiene selvas, etc.). Al comienzo de cada misión, el jugador recibe una información sobre lo que puede esperar y, a lo largo del nivel, la computadora de a bordo brinda información adicional que cambia según el desempeño del jugador.

## Lanzamiento
El juego se lanzó originalmente como Shock Wave en 3DO en 1994 y recibió una expansión, Shock Wave: Operation Jumpgate en 1995. Para jugar la expansión era necesario tener un archivo guardado del Shock Wave original en la memoria de 3DO. Todas las versiones posteriores del juego (Windows, Mac OS, PlayStation, Saturn y Apple Pippin) incluyen el contenido original y el paquete de expansión en la misma edición bajo el título Shockwave Assault. La versión de Apple Pippin se lanzó sólo en Norteamérica.
La versión de Windows fue el primer juego de Electronic Arts diseñado específicamente para utilizar las mejoras del sistema operativo Windows 95. El director del proyecto, Phillippe Tarbouriech, explicó: "Muchos de los efectos 3D de Shockwave Assault no habrían sido posibles con MS-DOS o Windows 3.1. Además, Windows 95 permite que el PC reproduzca videos en tiempo real por primera vez".
En junio de 1995, Atari Corporation llegó a un acuerdo con EA para llevar títulos seleccionados al Atari Jaguar CD, con Shock Wave entre ellos. Este port nunca fue lanzado debido al fracaso comercial y crítico de la plataforma Atari Jaguar.

## Recepción
El lanzamiento original de 3DO recibió críticas mixtas. Los cuatro críticos de Electronic Gaming Monthly criticaron los controles demasiado sensibles, pero elogiaron los gráficos con mapas de texturas y la jugabilidad fuera de control. Hicieron especial hincapié en el uso del video de movimiento completo en el juego, diciendo que en marcado contraste con los juegos anteriores con mucho FMV, la calidad era nítida, la actuación era buena y el uso general del FMV era "más un añadido al juego en lugar de todo el énfasis". GamePro fue más crítico, afirmando que los FMV reemplazarían la visualización del HUD incluso en situaciones en las que se necesita el radar, y la incapacidad de alterar la altitud hace que parezca "como si estuvieras volando en una caja". Sin embargo, el crítico estuvo de acuerdo en que los gráficos con texturas mapeadas y las escenas de FMV son impresionantes, y concluyó: "Los duros adversarios de Shock Wave y los gráficos de primera calidad lo convierten en un shooter en 3DO decente". Next Generation analizó la versión 3DO del juego y afirmó que "si tienes una unidad 3DO y estás deseando jugar a un juego de disparos sin lujos, está bien. Pero cualquiera que tenga mayores expectativas quedará decepcionado".
GamePro elogió la duración del juego y las animaciones nuevas y mejoradas de la versión de PlayStation, resumiéndolo como "un shooter muy genial". Un crítico de Next Generation dijo que, si bien funciona notablemente mejor que el original de 3DO y tiene la ventaja adicional de la expansión Operation Jumpgate, "sigue siendo bastante aburrido, al menos hasta el punto en que se vuelve absolutamente difícil avanzar más". Explicó que, a pesar de que los 15 niveles utilizan diferentes texturas y, en teoría, están basados en fotografías aéreas, todos se ven y se juegan de manera muy similar. Sin embargo, elogió la forma en que el juego ejecuta videos de movimiento completo junto con la jugabilidad en tiempo real. Una reseña de la versión para Macintosh en el mismo número hizo las mismas críticas sobre la uniformidad de los niveles y ninguno de los mismos elogios, resumiendo el juego como "el título perfecto para aquellos a quienes no les importan los patrones de acción sin sentido una y otra vez". A pesar de esto, recibió una puntuación más alta que la versión para PlayStation.
A diferencia de los lanzamientos anteriores, la versión de Saturn recibió críticas rotundamente negativas. Los cuatro críticos de Electronic Gaming Monthly elogiaron la historia, el video de movimiento completo y el contenido extenso, pero dijeron que la jugabilidad es repetitiva y frustrante, ya que los controles limitados hacen que sea injustamente difícil evitar recibir golpes. Rob Bright de Sega Saturn Magazine estuvo de acuerdo en que, aunque cada nivel tiene objetivos diferentes, la jugabilidad se reduce a deambular repetitivamente y tiroteos simplistas. También sostuvo que la historia es simplista y que las secuencias de video de movimiento completo que la presentan son "muy malas". Next Generation lo calificó de "anticuado y repetitivo" en una breve reseña.
Next Generation analizó Shock Wave: Operation JumpGate, calificándolo con tres estrellas de cinco, y afirmó que "la secuela no es tan completa como el original, pero es el doble de desafiante. Seguro que será más que satisfactorio para los fanáticos del juego".

## Secuela
El juego recibió una secuela exclusiva de 3DO, Shock Wave 2: Beyond the Gate, publicada por Electronic Arts. Los derechos de publicación de la secuela se vendieron más tarde a Aztech New Media Corp. y se realizó una versión para Macintosh en 1996, pero no se lanzó debido a las bajas ventas de 3DO. La versión para Mac finalmente se lanzó en 1998 como parte de su compilación Mac Pack Blitz.